# Wahpeton (Iowa)
Wahpeton és una població dels Estats Units a l'estat d'Iowa. Segons el cens del 2000 tenia 462 habitants.

## Demografia
Segons el cens del 2000, Wahpeton tenia 462 habitants, 214 habitatges, i 154 famílies. La densitat de població era de 139,4 habitants/km².
Dels 214 habitatges en un 13,6% hi vivien nens de menys de 18 anys, en un 69,2% hi vivien parelles casades, en un 1,9% dones solteres, i en un 28% no eren unitats familiars. En el 23,8% dels habitatges hi vivien persones soles el 16,4% de les quals corresponia a persones de 65 anys o més que vivien soles. El nombre mitjà de persones vivint en cada habitatge era de 2,12 i el nombre mitjà de persones que vivien en cada família era de 2,49.
Per edats la població es repartia de la següent manera: un 13,9% tenia menys de 18 anys, un 4,5% entre 18 i 24, un 13,9% entre 25 i 44, un 31,8% de 45 a 60 i un 35,9% 65 anys o més.
L'edat mediana era de 56 anys. Per cada 100 dones de 18 o més anys hi havia 92,3 homes.
La renda mediana per habitatge era de 53.125 $ i la renda mediana per família de 62.083 $. Els homes tenien una renda mediana de 41.500 $ mentre que les dones 23.125 $. La renda per capita de la població era de 36.258 $. Entorn del 4,4% de les famílies i el 7,3% de la població estaven per davall del llindar de pobresa.

## Poblacions més properes
El següent diagrama mostra les poblacions més properes.